# 马丹瓦
马丹瓦（法語：Martinvast，法語發音：[maʁtɛ̃va]）是法国芒什省的一个市镇，属于瑟堡区。

## 地名
法语人名在日常人名译名以及《世界人名翻譯大辭典》、《法语姓名译名手册》等主流人名译名类书籍资料中多译作“马丁”，不过在《世界地名翻译大辞典》、《世界地名译名词典》和《法国地图册》等主流地名译名类书籍资料中多译作“马丹”。

## 地理
马丹瓦（49°35'45"N, 1°39'50"W）面积10.31 平方千米，位于法国诺曼底大区芒什省，该省份为法国西北部沿海省份，西、北、东北三面环大西洋，东起顺时针与卡爾瓦多斯省、奧恩省、马耶讷省和伊勒-维莱讷省接壤。
与马丹瓦接壤的市镇（或旧市镇、城区）包括：科唐坦地区瑟堡、阿尔丹瓦、锡德维尔、托勒瓦。
马丹瓦的时区为UTC+01:00、UTC+02:00（夏令时）。

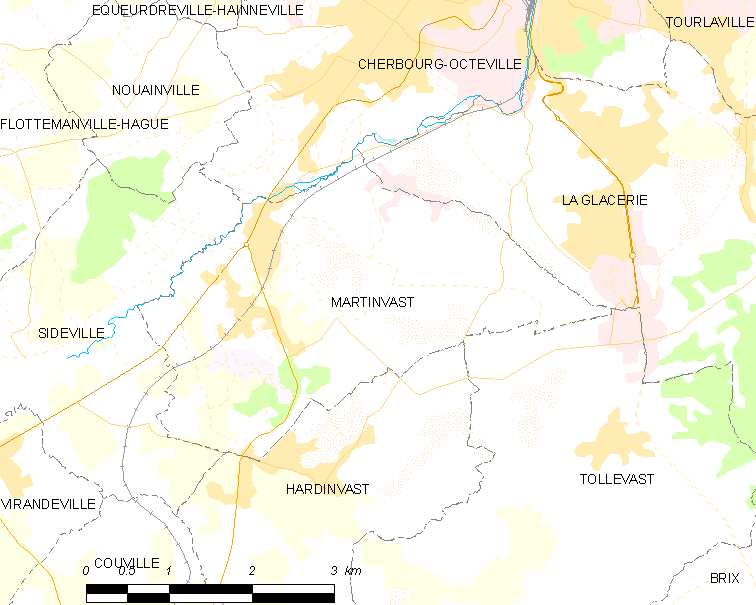
马丹瓦的OSM定位图

## 行政
马丹瓦的邮政编码为50690，INSEE市镇编码为50294。

## 政治
马丹瓦所属的省级选区为科唐坦地区瑟堡第三县。

## 人口

1962-2008年间马丹瓦人口变化图示

马丹瓦于2022年1月1日时的人口数量为1340人。